# Ceny Anděl 2021
Ceny Anděl Coca-Cola 2021 je 31. ročník cen Akademie populární hudby Anděl. Slavnostní ceremoniál vyhlášení cen se uskutečnil ve středu 27. dubna 2022 v pražském Veletržním paláci, ceremoniál moderoval Martin Mikyska. V přímém přenosu jej vysílala Česká televize na programu ČT1. Nejvíce nominací (4) získala Ewa Farna.

## Ceny a nominace

### Hlavní ceny

#### Album roku
- David Stypka a Bandjeez – Dýchej
- Ewa Farna – Umami
- Vladimír Mišík – Noční obraz

#### Skladba roku
- David Stypka a Bandjeez – Farmářům
- Ewa Farna – Tělo
- David Koller – Pouta

#### Skupina roku
- Mirai – Maneki Neko
- Midi lidi – Heal The World, konečně! Nikdo se ti nebude smát, když budeš mít lidi rád
- Prago Union – Made in Strašnice

#### Zpěvák roku
- David Stypka – Dýchej
- Roman Holý – Strážce klidu vol. 1
- Vladimír Mišík – Noční obraz

#### Zpěvačka roku
- Ewa Farna – Umami
- Beata Hlavenková – Žijutě
- Amelie Siba – Love Cowboys

#### Objev roku
- Annabelle – Runnin‘ Out Of F* Time
- Fiedlerski – Pápá
- Michal Horák – Michalbum

#### Videoklip roku
- Annet X – Bylo nebylo, režie Jaroslav Moravec
- Ewa Farna – Tělo, režie Ondřej Kudyn
- Jordan Haj & Emma Smetana – By Now, režie Marek Jankovský, Jordan Haj, Emma Smetana

### Alternativa a elektronika
- Amelie Siba – Love Cowboys
- Irena & Vojtěch Havlovi – Melodies In The Sand
- Oliver Torr  – Fragility of Context

### Folk
- Vladimír Mišík – Noční obraz
- Kuba Horák – Kluk z Husovky
- Žamboši – Světlojemy

### Jazz
- Nikol Bóková – Prometheus
- Dorota Barová – Dotyk
- Beata Hlavenková – Žijutě

### Klasika
- Ivo Kahánek – Antonín Dvořák: Kompletní klavírní dílo
- Kateřina Kněžíková, Janáčkova filharmonie Ostrava, dir. Robert Jindra – Phidylé
- SOČR, dir. Tomáš Netopil – Bohuslav Martinů: Fresky, Paraboly, Rytiny

### Rap
- Smack – Chimera Pt. 3: Snake
- 58G – 58 tape vol. 2
- Hugo Toxxx – Mumie

### Rock
- Sněť – Mokvání v okovech
- Dark Gamballe – Romance panenky a kladiva
- Skywalker – Late Eternity

### Slovenské album roku
- Lash & Grey – Blossoms of Your World
- Peter Nagy – Petrolej
- Peter Bič Project – Hlava

### Síň slávy
- Jaroslav Uhlíř